# Chorthippus antennalis
Chorthippus antennalis är en insektsart som beskrevs av Umnov 1931. Chorthippus antennalis ingår i släktet Chorthippus och familjen gräshoppor. Inga underarter finns listade i Catalogue of Life.